# Podilymbus gigas
El pato poc, zampullín del lago Atitlán o macá de Atitlán (Podilymbus gigas) es una especie extinta de ave podicipediforme de la familia Podicipedidae endémica del lago de Atitlán (Guatemala) donde fue estudiada su biología e historia natural en los años 60 (LaBastille 1969, 1974).

## Características
Tenía una longitud de unos 46 a 50 cm, pudiendo llegar hasta los 53 cm. Su apariencia era parecida a la del zampullín de pico grueso (Podilymbus podiceps), pero era casi el doble de grande.  
En cambio, las alas eran casi del mismo tamaño, y no volaba. 
El plumaje era de color café oscuro con los flancos moteados de blanco. En cambio, por abajo era gris oscuro también con manchas blancas moteadas. El cuello era de color marrón oscuro en primavera y blanco en invierno, y las patas eran de color gris pizarra. Tenía una curiosa banda de color negro vertical en el pico. 
Con respecto a la reproducción, tenían de 4 a 5 huevos de color blanco. Ambos padres se ocupaban de cuidar de los polluelos.

## Alimentación
Se cree que los cangrejos eran su base alimenticia antes de la introducción de los peces competidores. 

## Hábitat y área geográfica
Era una especie endémica del lago de Atitlán en Guatemala a una altitud de 1562 m s. n. m.

## Amenazas
Tuvo aumento de la presión por la pesca en el lago y el turismo, la competencia con los peces introducidos para la pesca y la caída del nivel del agua a raíz del terremoto los llevó a la extinción. También contribuyeron los accidentes al enredarse en redes de malla y las perturbaciones por el aumento de tráfico lacustre. 
La hibridación con el zampullín de pico grueso también fue reduciendo la cantidad de crías de la especie. 

## Medidas de conservación
La estudiosa de la especie y ecóloga Anne LaBastille Estudió esta especie durante 24 años en los que inicio una campaña de preservación del Pato Poc con un programa llamado "Operation Protection Poc" iniciado en el año de 1966. Hizo un santuario natural, pero no fue suficiente. Aún está incluida en el Apéndice I de CITES.

## Extinción
El declive del zampullín de Atitlán comenzó en 1958 y nuevamente en 1960 después de que la lobina negra (Micropterus dolomieu) y la lubina negra (Micropterus salmoides) fueran introducidas en el lago de Atitlán. Estas especies invasoras redujeron los cangrejos y peces de los que dependían los zampullines para alimentarse y mataron a los polluelos de zampullín. La población del zampullín de Atitlán disminuyó de 200 individuos en 1960 a 80 en 1965. Gracias a los esfuerzos de conservación de Anne LaBastille, en 1966 se estableció un refugio donde esta especie pudo recuperarse. La población se recuperó a 210 en 1973. Desafortunadamente, después del terremoto de Guatemala de 1976, el lecho del lago se fracturó. Un drenaje submarino provocó una caída del nivel del agua y una disminución aún mayor del número de somormujos. En 1983 sólo quedaban 32 individuos, de los cuales la mayor parte eran híbridos con el zampullín de pico grueso. Las dos últimas aves fueron avistadas en 1989, y tras su desaparición el zampullín de Atitlán fue declarado oficialmente extinto.